# Dødssang
Dødssang ist ein Album der dänischen Funeral-Doom-Band Nortt.

## Geschichte
Mit Dødssang veröffentlichte Nortt nach einer Pause von acht Jahren das fünfte Studioalbum. Die Aufnahmebedingungen seiner vorherigen Alben behielt Nortt weitestgehend bei. Dødssang wurde in seinem Heimstudio, dass er Mournful Monument nannte eingespielt. Dabei griff er zu großen Teilen auf das Equipment früherer Aufnahmen, die er über Jahre gesammelt hatte, zurück. Nortt nutzt dabei keine sozialen Medien oder weitere, sonst gepflegte moderne Kommunikationsmethoden die die Interaktion zwischen Künstlern und Fans seit den 2010er-Jahren prägt und komme stattdessen „mit einem neuen Album wie eine Katastrophe über die Menschheit“ und schaffe es dabei, „offene Wunden zu hinterlassen.“

## Albuminformationen
Dødssang, das fünfte Studioalbum der Band, wurde am 28. März 2025 als Musikdownload und am 4. April 2025 in unterschiedlichen Tonträgerformaten veröffentlicht. Es enthält acht Stücke mit einer Gesamtspielzeit von 46:24 Minuten. Avantgarde Music veröffentlichte das Album als MC, CD und LP veröffentlicht.

### Stil
Den als Pure Depressive Black Funeral Doom Metal bezeichneten Crossover aus Black Doom, Depressive Black Metal, Dark Ambient und Funeral Doom der vorherigen Veröffentlichungen behielt Nortt auch auf fünften Studioalbum bei. Die musikalische Ausrichtung bliebe dem Ansatz von Endeligt nah. Auf Dødssang, stellt Nortt ebenso das Piano in den Vordergrund, nimmt das stark verzerrte repetitive Gitarrenspiel etwas zurück und spielt bewusst voneinander abgegrenzte Musikstücke. Der Rhythmus ist konstant langsam und der Gesang eine Mischung aus Flüstern, gutturalem Growling und Screaming. In Relation zum vorherigen Album wirke dabei Dødssang reduzierter, minimalistischer und kälter. Neue Elemente werden vereinzelt durch synthetisch erzeugte Chor- und Geigen-Spuren eingebracht, wodurch eine Verbindung zum Gothic Metal assoziiert wird. Die dänischen Texte behandeln Themen wie Verzweiflung, Tod und Existentialismus.

### Titelliste
1. Dødssang 2:40
2. Dødsengel 5:41
3. Død mands sang 6:29
4. Alt er tomhed 7:58
5. Ensomhed 6:52
6. Ihukom natten 5:39
7. Bøn til døden 8:42
8. Udslukt 2:23

## Wahrnehmung
Die internationale Resonanz auf Dødssang war einheitlich positiv. Oliver Schreyer nannte es für Metal.de „den perfekten künstlerischen Ausdruck von Negativität und Weltschmerz.“ Für das Mystification Zine hieß es von Terra Asymmetry, dass es „keine andere Band, die den schwarzmetallischen Geist in der authentischen Extremität des klassischen Funeral-Doom-Gefühls so gut manifestier[e] wie Nortt“. Was das dänische Projekt mit Dødssang erneut bewiesen habe. Das Album sei „so leer wie der Raum zwischen den Sternen im Universum“ und treibe seine Hörer „immer tiefer in die Dunkelheit“ bis zu einem Punkt an dem kein Entkommen mehr möglich sei, schrieb Dave Campbell für Metal-Temple. Mit der „erdrückenden Atmosphäre und unerbittlichen Düsternis“ des Album gelänge es Nortt seinen „Platz an der Spitze der düstersten Ausdrucksformen des Funeral Doom“ zu behaupten.